# Český lid
Český lid : Etnologický časopis je jeden z nejstarších českých vědeckých časopisů, byl založen v roce 1891.
Má být vědeckou platformou pro metodicky i tematicky různě orientované proudy etnologického studia, od kulturní a sociální antropologie až po klasický národopis a další mezní disciplíny (lingvistika, kulturní historie, hudební věda, dějiny umění, sociologie aj.). Zůstává jediným pravidelně vycházejícím českým časopisem, který prezentuje výsledky jak tradičně, tak soudobě orientovaných badatelských směrů, což odpovídá současné strukturaci oboru v České republice a střední Evropě. Odborné obci i dalším zájemcům časopis zprostředkovává zásadní vědecké texty, např. oblasti tradiční lidové kultury, problematiky národnostních menšin i antropologické studie zaměřené na mimoevropský terén.
Časopis dnes otiskuje, v souladu s Pokyny pro autory, připravené, jednak teoretické, na středoevropskou, resp. celoevropskou problematiku orientované studie a mezi autory se objevuje stále více badatelů ze sousedních zemí. Českým autorům z akademických, vysokoškolských a muzejních pracovišť časopis umožňuje prezentovat badatelské výsledky v rámci České republiky a prostřednictvím cizojazyčných resumé, případně vybraných textů tištěných ve světových jazycích i v zahraničí. Pro nadregionální charakter a orientaci na různé proudy etnologického a antropologického studia slouží Český lid jak muzejním pracovníkům v regionech, studentům etnologických, historických a antropologických věd, tak domácí i mezinárodní odborné veřejnosti.
Časopis je indexován a abstraktován v předních mezinárodních databázích zaměřených na humanitní a sociální vědy, od roku 2008 i v databázích společnosti Thomson Reuters v rámci ISI Web of Knowledge (zejména Journal Citation Reports - Social Science Edition). Aktuální[kdy?] impaktní faktor časopisu (IF) je 0,343.
Časopis vydává Etnologický ústav Akademie věd České republiky.

## Zakladatelé časopisu
- Čeněk Zíbrt
- Lubor Niederle